# Pseudouroctonus apacheanus
Espèce
Synonymes
- Uroctonus apacheanus Gertsch & Soleglad, 1972

Pseudouroctonus apacheanus est une espèce de scorpions de la famille des Vaejovidae.

## Distribution
Cette espèce est endémique d'Arizona aux États-Unis. Elle se rencontre dans le comté de Cochise dans les monts Chiricahua.

## Description
La femelle holotype mesure 20,8 mm et le mâle 22,8 mm.
Le mâle décrit par Ayrey et Soleglad en 2015 mesure 27,15 mm et la femelle 27,25 mm.

## Systématique et taxinomie
Cette espèce a été décrite sous le protonyme Uroctonus apacheanus par Gertsch et Soleglad en 1972. Elle est placée dans le genre Vaejovis par Stahnke en 1974 puis dans le genre Pseudouroctonus par Stockwell en 1992.

## Étymologie
Cette espèce est nommée en l'honneur des Apaches.

## Publication originale
- Gertsch & Soleglad, 1972 : « Studies of North American scorpions of the genera Uroctonus and Vejovis. » Bulletin of the American Museum of Natural History, no 148, p. 549–608 (texte intégral).